# Mecocerculus hellmayri
El piojito de los pinos (en Argentina) (Mecocerculus hellmayri), también denominado tiranillo de franja anteada (en Perú), es una especie de ave paseriforme de la familia Tyrannidae perteneciente al género Mecocerculus. Es nativo de regiones andinas del centro oeste de América del Sur. 

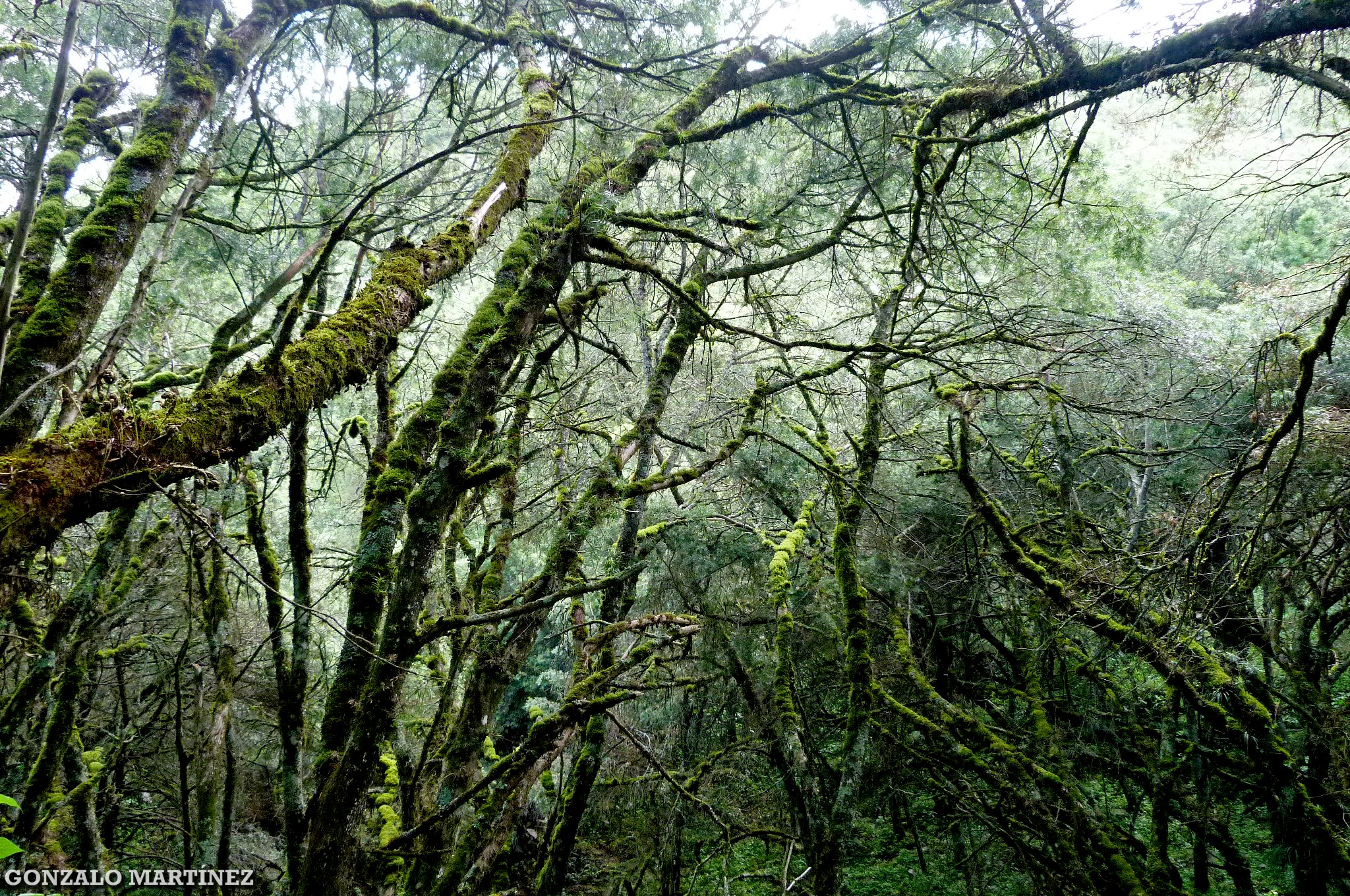
Bosque montano en Las Juntas, provincia de Catamarca, Argentina; ecosistema característico de esta especie.

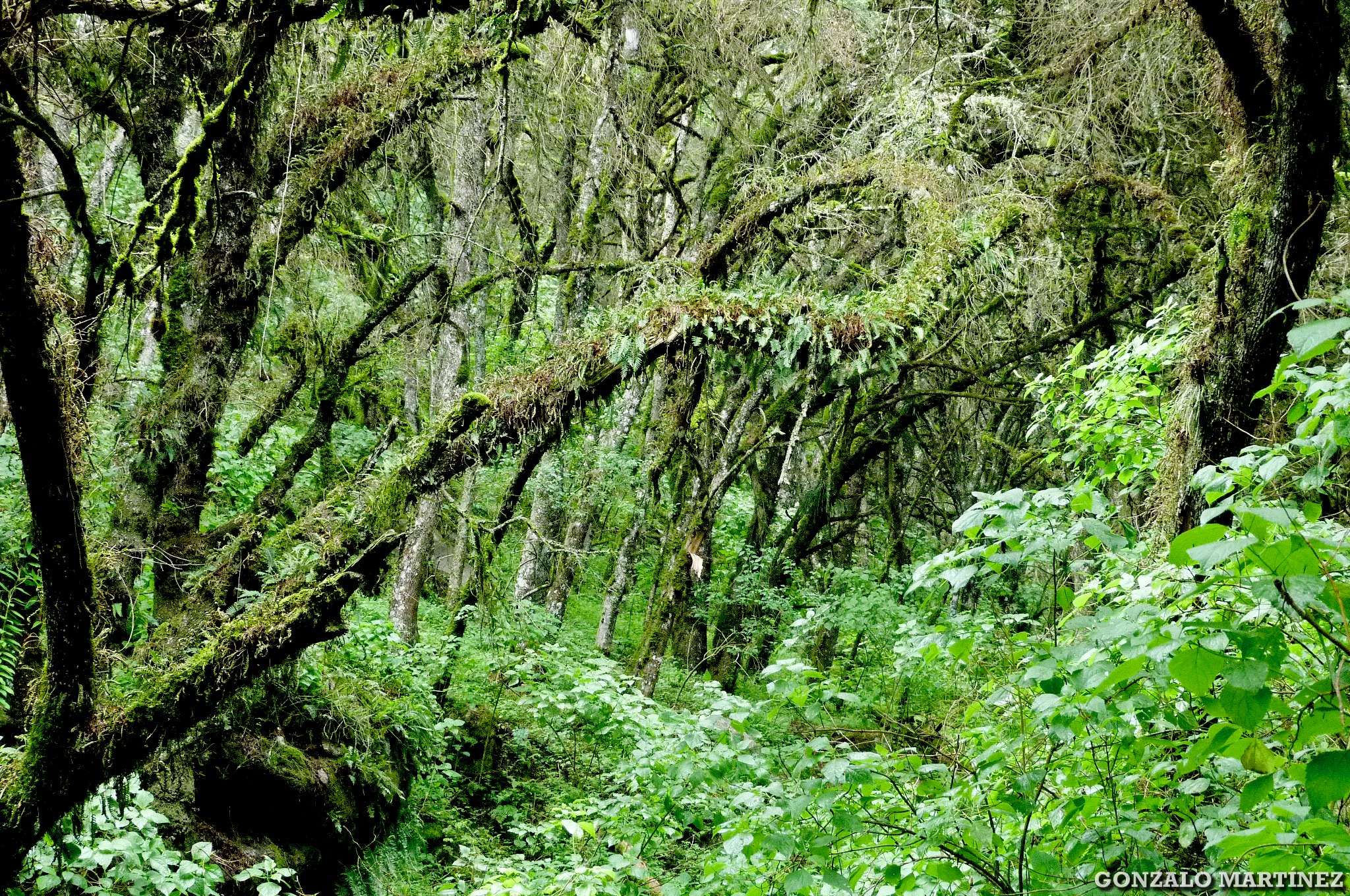
Bosque de pino del cerro (Podocarpus parlatorei); ecosistema característico de esta especie.

## Distribución y hábitat
Se distribuye a lo largo de la cordillera de los andes desde el norte de Puno, en Perú, pasando por Bolivia, hasta el noroeste de Argentina.
Esta especie es considerada poco común en sus hábitats naturales: el estrato alto y medio de bordes de selvas y bosques montanos en montañas y sierras, principalmente entre los 1100 y los 2600 m de altitud. El ecosistema característico es el correspondiente al distrito fitogeográfico del Bosque Montano de la provincia fitogeográfica de las Yungas, en bosques dominados por el aliso del cerro (Alnus acuminata) y el  pino del cerro (Podocarpus parlatorei), esta última especie arbórea le aporta su nombre común.[cita requerida]

## Sistemática

### Descripción original
La especie M. hellmayry fue descrita por primera vez por el ornitólogo alemán Hans von Berlepsch en 1907 bajo el mismo nombre científico; su localidad tipo es: «Cocapata, Cochabamba, Bolivia».

### Etimología
El nombre genérico masculino «Mecocerculus» es un diminutivo de la combinación de palabras del griego «μηκος mēkos» que significa ‘largo’, y «κερκος kerkos» que significa ‘cola’; y el nombre de la especie «hellmayri» conmemora al ornitólogo austríaco Carl Eduard Hellmayr (1878–1944).

### Taxonomía
Las características de la siringe sugieren que la presente especie, Mecocerculus poecilocercus y M. stictopterus pueden ser cercanos a Camptostoma, Inezia y parientes. Es monotípica.